# Complex de demència associat a la sida
El complex de demència associat a la sida (CDAS) són els trastorns neurològics associats amb la infecció pel VIH i SIDA. El CDAS pot incloure trastorns neurològics de diversa gravetat. Els trastorns neurocognitius associats al VIH s'associen amb una encefalopatia metabòlica induïda per la infecció pel VIH i alimentada per l'activació immunitària dels macròfags i la micròglia. Aquestes cèl·lules s'infecten amb el VIH i se secreten neurotoxines tant d'origen viral com de l'hoste. Les característiques essencials del CDAS són un deteriorament cognitiu acompanyat de disfunció motora, problemes de la parla i el canvi en el comportament. El deteriorament cognitiu es caracteritza per la lentitud mental, problemes de memòria i falta de concentració. Els símptomes motors inclouen una pèrdua del control motor fi que condueix a la malaptesa, falta d'equilibri i tremolors. Els canvis de comportament poden incloure apatia, letargia i disminució respostes emocionals i l'espontaneïtat. Histopatológicamente, s'identifica per la infiltració de monòcits i macròfags en el sistema nerviós central (SNC), gliosi, pal·lidesa de les beines de mielina, anormalitats de processos dendrítics i la pèrdua neuronal.
La prevalença és d'un 10–20% als països occidentals però només un 1–2% d'infeccions per VIH a l'Índia. Aquesta diferència es deu possiblement al subtipus de VIH present a l'Índia. La mania relacionada amb el VIH s'observa a vegades en pacients amb una malaltia de VIH avançada; produeix més irritabilitat i deficiència cognitiva, i menys eufòria, que un episodi maníac associat a un trastorn bipolar autèntic. A diferència d'aquesta malaltia, pot tenir un curs més crònic. L'arribada del tractament amb múltiples medicaments ha fet que aquesta síndrome esdevingués més rara.